# 現津みかみ
現津 みかみ（あきつ みかみ）は、埼玉県生まれのイラストレーター、漫画家。

## 主な作品
- ラブプラス manakaDays（月刊少年ライバル、全2巻）
- からハニ（まんがタイムきららキャラット、全2巻）
- 蒼穹のファフナー（原作：XEBEC/電撃コミックス、全2巻）
- 地味子の秘密（原作：牡丹杏/マンガマルシェまんまる。、未単行本化）
- 天より高く（まんがタイムきららフォワード、既刊1巻）